# Ulica Kardynała Stefana Wyszyńskiego w Iławie
Ulica Kard. Stefana Wyszyńskiego w Iławie to jedna z głównych ulic osiedli Kopernika i Wojska Polskiego i jest trasą łączącą Centrum z Dworcem Głównym PKP. Stanowi ona część drogi wojewódzkiej nr 536.

## Obiekty
- zabytkowy kościół
- stary cmentarz
- supermarket Kaufland
- targowisko miejskie – u zbiegu ul. Wyszyńskiego i Kopernika
- Powiatowa Straż Pożarna